# Crepidium lawleri
Crepidium lawleri là một loài thực vật có hoa trong họ Lan. Loài này được (Lavarack & B.Gray) Szlach. mô tả khoa học đầu tiên năm 1995.